# 드루 배리모어
드루 배리모어(영어: Drew Barrymore, 1975년 2월 22일 ~ )는 미국의 배우, 영화 제작자이다.

## 생애
배리모어의 집안은 거의 150년 전부터 이어져 내려오는 미국의 배우 명가이다. 아버지는 전설적인 배우였던 故 존 드루 배리모어이다. 또한 대부는 스티븐 스필버그 감독이며 대모는 이탈리아 배우 소피아 로렌이다.
그는 태어난 후 11개월이었을 때 영화에 첫 등장하였고, 1980년 영화 《올터드 스테이트》로 정식 데뷔를 하였다. 이후 영화 《이티》를 통해 스타덤에 오르며, 빠른 시간내에 할리우드에서 가장 인정받는 아역배우 중 하나가 되었고, 성인 배우로써도 뛰어난 활약을 하였다.
2012년 3살 연하의 윌 코펠먼과 결혼식을 올렸으며, 샤넬의 전 CEO 아리 코펠먼의 아들로 아트컨설턴트로 알려져 있다. 또한 미국의 외신 보도에 통해 2012년 9월 26일 첫 딸 "올리브 배리모어 코펠먼"의 출산 소식을 알렸다. 2014년 4월 22일에는 둘째 딸 "프랭키 배리모어 코펠먼"을 출산하였다.

## 필모그래피
| 영화 | 영화                                                           | 영화              | 영화        |
| 연도 | 제목                                                           | 역할              | 참고        |
| ---- | -------------------------------------------------------------- | ----------------- | ----------- |
| 1980 | 《상태 개조》 Altered States                                   | 마가렛 제섭       |             |
| 1982 | 《이티》 'E.T. Extra-Terrestrial                               | 거티              |             |
| 1984 | 《초능력 소녀의 분노》 Firestarter                             | 샬린 '찰리' 맥기  |             |
| 1984 | 《우리 딸은 못 말려》 Irreconcilable Differences               | 케이시 브로스키   |             |
| 1985 | 《캣츠 아이》 Cat's Eye                                        | 아만다            |             |
| 1986 | 《장난감 나라》 Babes in Toyland                               | 리사 파이퍼       |             |
| 1987 | 《사랑의 음모》 A Conspiracy of Love                           | 조디 올더스키     |             |
| 1989 | 《이별 없는 아침》 See You in the Morning                      | 캐시 굿윈         |             |
| 1989 | 《유혹》 Far From Home                                         | 졸린 콕스         |             |
| 1992 | 《야성녀 아이비》 Poison Ivy                                   | 아이비            |             |
| 1992 | 《스케치》 Sketch Artist                                       | 데이지            |             |
| 1992 | 《건크레이지》 Guncrazy                                        | 아니타 민티어     |             |
| 1992 | 《붉은 사냥》 No Place to Hide                                 | 태슬 핸리         |             |
| 1993 | 《도플갱어》 Doppleganger                                      | 홀리 굿잉         |             |
| 1993 | 《피고인》 The Amy Fisher Story                                | 에이미 피셔       |             |
| 1993 | 《웨인즈 월드 2》 Wayne's World 2                              | 비저건 케이저건   |             |
| 1994 | 《나쁜 여자들》 Bad Girl                                       | 릴리 라론테       |             |
| 1995 | 《보이즈 온 더 사이드》 Boys on the Side                       | 홀리              |             |
| 1995 | 《영 러버》 Mad Love                                           | 케이시 로버츠     |             |
| 1995 | 《배트맨 3: 포에버》 Batman Forever                            | 슈가              |             |
| 1996 | 《에브리원 세즈 아이 러브 유》 Everyone Says I Love You        | 스카 일러         |             |
| 1996 | 《스크림》 Scream                                              | 캐시 벡커         |             |
| 1997 | 《베스트 맨》 Best Men                                         | 호프              |             |
| 1998 | 《웨딩 싱어》 The Wedding Singer                               | 줄리아 설리반     |             |
| 1998 | 《에버 애프터》 EverAfter"                                     | 다니엘            |             |
| 1998 | 《홈 프라이스》 Home Pries                                     | 샐리 잭슨         |             |
| 1999 | 《25살의 키스》 Never Been Kissed                              | 조시 겔러         |             |
| 1999 | 《올리브, 디 아더 레인디어》 Olive, the Other Reinbeer         | 올리브            | 목소리      |
| 2000 | 《타이탄 AE》 Titan A.E.                                       | 아키 마           | 목소리      |
| 2000 | 《미녀 삼총사》 Charlie's Angels                               | 딜런 샌더스       |             |
| 2001 | 《도니 다코》 Donnie Darko                                     | 카렌 포머로이     |             |
| 2001 | 《라이딩 위드 보이즈》 Riding ib Cars with Boys                | 비버리 도노프리오 |             |
| 2002 | 《컨페션》 Confessions of a Dangerous Mind                     | 페니              |             |
| 2003 | 《미녀 삼총사: 맥시멈 스피드》 Charlie's Angels: Full Throttle | 딜런 샌더스       |             |
| 2003 | 《듀플렉스》 Duplex                                            | 낸시 켄드릭스     |             |
| 2004 | 《첫 키스만 50번째》 50 First Dates                            | 루시 휘트모어     |             |
| 2005 | 《날 미치게 하는 남자》 Fever Pitch                            | 린지 믹스         |             |
| 2006 | 《큐어리어스 조지》 Curious George                             | 매기              | 목소리      |
| 2007 | 《그 여자 작사 그 남자 작곡》 Music and Lyrics                 | 소피 피셔         |             |
| 2007 | 《럭키 유》 Lucky You                                          | 빌리 오퍼         |             |
| 2008 | 《비버리힐즈 치와와》 Beverly Hills Chihuahua                  | 클로이            | 목소리      |
| 2009 | 《그는 당신에게 반하지 않았다》 He's Just Not That Into You    | 마리 해리스       |             |
| 2009 | 《그레이 가든스》 Grey Gardens                                 | 리틀 이디         |             |
| 2009 | 《에브리바디스 파인》 Everybody's Fine                         | 로지 구드         |             |
| 2009 | 《위핏》 Whip It                                               | 스매쉬리 심슨     | 감독 데뷔작 |
| 2010 | 《고잉 더 디스턴스》 Going the Distans                         | 에린              |             |
| 2012 | 《빅 미라클》 Big Miracle                                      | 레이첼 크레이머   |             |
| 2014 | 《블렌디드》 Blended                                           | 로렌              |             |
| 2015 | 《미쓰 유 올레디》 Miss You Already                            | 제스              |             |
| 2016 | 《싱글로 사는 법》 How to Be Single                            |                   | 연출        |
| 2020 | 《더 스탠드-인》 The Stand In                                  | 캔디              |             |